# 한국추리작가협회
한국추리작가협회(韓國推理作家協會)는 대한민국의 추리 작가 협회이다.